# درم (كارولاينا الشمالية)

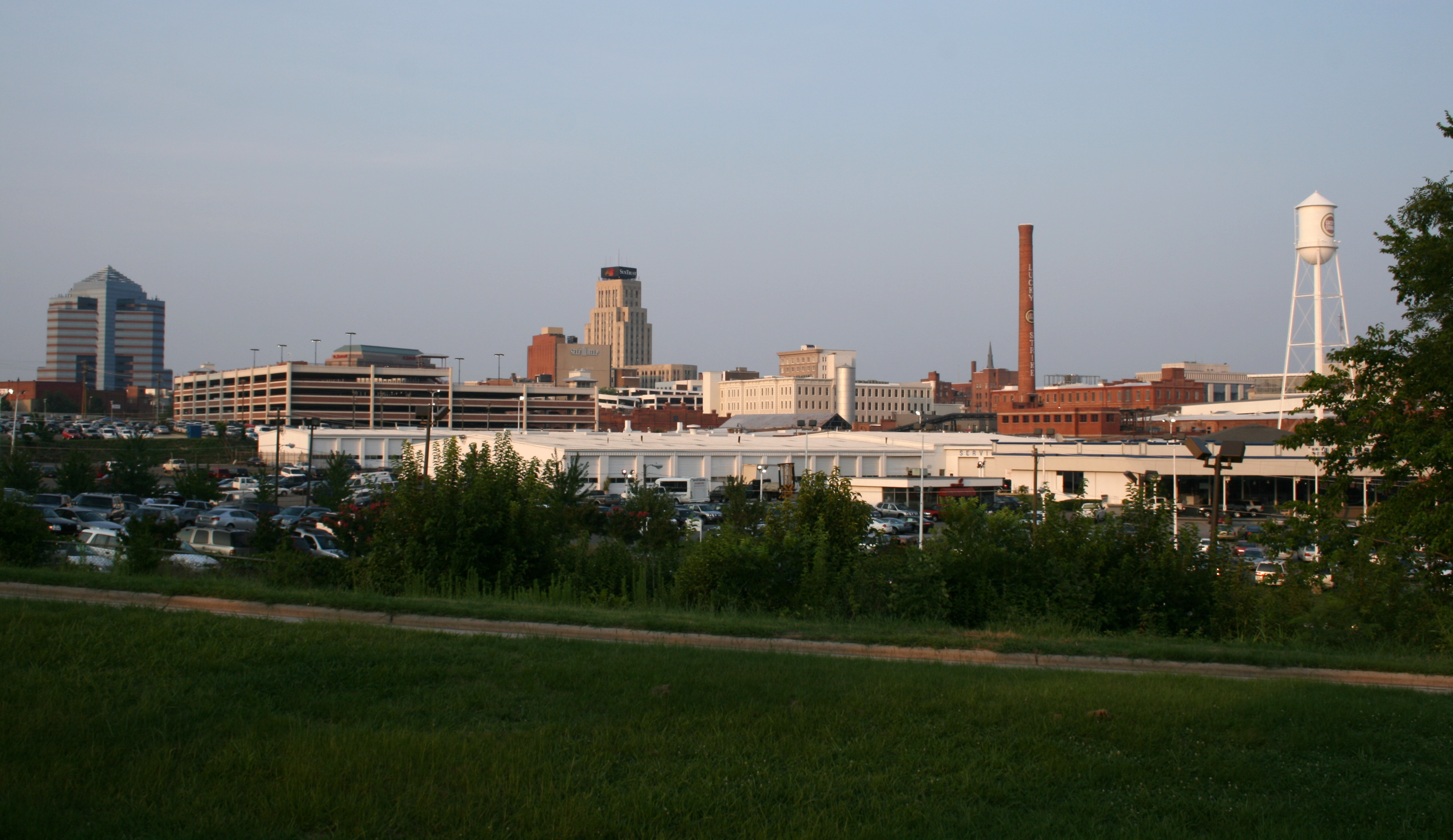

دورهام هي قرية في ولاية كارولاينا الشمالية في الولايات المتحدة الأمريكية.

## التركيبة السكانية
حدّد مكتب تعداد الولايات المتحدة بيانات التركيبة السكانية لدرم في تعداد الولايات المتحدة. في ما يلي، التركيبة السكانية حسب تعدادي 2000 و2010.

### تعداد عام 2000
بلغ عدد سكان درم 187,035 نسمة بحسب تعداد عام 2000، وبلغ عدد الأسر 74,981 أسرة وعدد العائلات 43,558 عائلة مقيمة في المدينة. في حين سجلت الكثافة السكانية 641.1 نسمة لكل كيلومتر مربع (1,660.4/ميل2). وبلغ عدد الوحدات السكنية 80,797 وحدة بمتوسط كثافة قدره 276.9 لكل كيلومتر مربع (717.2/ميل2).
وتوزع التركيب العرقي للمدينة بنسبة 45.51% من البيض و43.81% من الأمريكيين الأفارقة و0.31% من الأمريكيين الأصليين و3.64% من الأمريكيين ذوي الأصول الآسيوية و0.04% من سكان جزر المحيط الهادئ و4.75% من الأعراق الأخرى و1.94% من عرقين مختلطين أو أكثر و8.56% من الهسبانيون أو اللاتينيون من أي عرق.
بلغ عدد الأسر 74,981 أسرة كانت نسبة 32.3% منها لديها أطفال تحت سن الثامنة عشر تعيش معهم، وبلغت نسبة الأزواج القاطنين مع بعضهم البعض 38.2% من أصل المجموع الكلي للأسر، ونسبة 15.9% من الأسر كان لديها معيلات من الإناث دون وجود شريك، بينما كانت نسبة 4% من الأسر لديها معيلون من الذكور دون وجود شريكة وكانت نسبة 41.9% من غير العائلات. تألفت نسبة 31.9% من أصل جميع الأسر من عدة أفراد يعيشون في نفس المنزل ونسبة 7.2% كانت تتألف من شخص يعيش بمفرده يبلغ من العمر 65 عاماً أو أكثر. وبلغ متوسط حجم الأسرة المعيشية 2.37، أما متوسط حجم العائلات فبلغ 3.01.
بلغ العمر الوسطي للسكان 31.0 عاماً. وكانت نسبة 22.9% من القاطنين تحت سن الثامنة عشر، وكانت نسبة 10.7% بين الثامنة عشر والرابعة والعشرين عاماً، ونسبة 35.1% كانت واقعةً في الفئة العمرية ما بين الخامسة والعشرين والرابعة والأربعين عاماً، ونسبة 17.8% كانت ما بين الخامسة والأربعين والرابعة والستين، ونسبة 8.5% كانت ضمن فئة الخامسة والستين عاماً فما فوق. يوجد لكل 100 أنثى 91.9 ذكر، ويوجد لكل 100 أنثى في الثامنة عشر من عمرها فما فوق 88.2 ذكر.
بلغ متوسط دخل الأسرة في المدينة 41,160 دولارًا، أما متوسط دخل العائلة فبلغ 51,162 دولارًا. وكان متوسط دخل الذكور 35,202 دولارًا مقابل 30,359 دولارًا للإناث. وسجل دخل الفرد الخاص بالمدينة 22,526 دولارًا. وكانت نسبة 11.3% من العائلات ونسبة 15% من السكان تحت خط الفقر، وكان من هؤلاء نسبة 19.7% تحت سن الثامنة عشر ونسبة 13.2% في الخامسة والستين من العمر وما فوق.

### تعداد عام 2010
بلغ عدد سكان درم 228,330 نسمة بحسب تعداد عام 2010، وبلغ عدد الأسر 93,441 أسرة وعدد العائلات 52,409 عائلة مقيمة في المدينة. في حين سجلت الكثافة السكانية 782.6 نسمة لكل كيلومتر مربع (2,026.9/ميل2). وبلغ عدد الوحدات السكنية 103,221 وحدة بمتوسط كثافة قدره 353.8 لكل كيلومتر مربع (916.3/ميل2).
وتوزع التركيب العرقي للمدينة بنسبة 42.45% من البيض و40.96% من الأمريكيين الأفارقة و0.51% من الأمريكيين الأصليين و5.07% من الأمريكيين ذوي الأصول الآسيوية و0.07% من سكان جزر المحيط الهادئ و8.28% من الأعراق الأخرى و2.66% من عرقين مختلطين أو أكثر و14.22% من الهسبانيون أو اللاتينيون من أي عرق.
بلغ عدد الأسر 93,441 أسرة كانت نسبة 30.7% منها لديها أطفال تحت سن الثامنة عشر تعيش معهم، وبلغت نسبة الأزواج القاطنين مع بعضهم البعض 36.2% من أصل المجموع الكلي للأسر، ونسبة 15.5% من الأسر كان لديها معيلات من الإناث دون وجود شريك، بينما كانت نسبة 4.3% من الأسر لديها معيلون من الذكور دون وجود شريكة وكانت نسبة 43.9% من غير العائلات. تألفت نسبة 33.7% من أصل جميع الأسر من عدة أفراد يعيشون في نفس المنزل ونسبة 7% كانت تتألف من شخص يعيش بمفرده يبلغ من العمر 65 عاماً أو أكثر. وبلغ متوسط حجم الأسرة المعيشية 2.34، أما متوسط حجم العائلات فبلغ 3.04.
بلغ العمر الوسطي للسكان 32.1 عاماً. وكانت نسبة 22.7% من القاطنين تحت سن الثامنة عشر، وكانت نسبة 13% بين الثامنة عشر والرابعة والعشرين عاماً، ونسبة 33.7% كانت واقعةً في الفئة العمرية ما بين الخامسة والعشرين والرابعة والأربعين عاماً، ونسبة 21.8% كانت ما بين الخامسة والأربعين والرابعة والستين، ونسبة 8.8% كانت ضمن فئة الخامسة والستين عاماً فما فوق. وتوزع التركيب الجنسي للسكان بنسبة 47.5% ذكور و52.5% إناث.

## المناخ
يظهر الجدول التالي التغييرات المناخية على مدار السنة لدرم:
| البيانات المناخية لـدرم                        | البيانات المناخية لـدرم | البيانات المناخية لـدرم | البيانات المناخية لـدرم | البيانات المناخية لـدرم | البيانات المناخية لـدرم | البيانات المناخية لـدرم | البيانات المناخية لـدرم | البيانات المناخية لـدرم | البيانات المناخية لـدرم | البيانات المناخية لـدرم | البيانات المناخية لـدرم | البيانات المناخية لـدرم | البيانات المناخية لـدرم |
| الشهر                                          | يناير                   | فبراير                  | مارس                    | أبريل                   | مايو                    | يونيو                   | يوليو                   | أغسطس                   | سبتمبر                  | أكتوبر                  | نوفمبر                  | ديسمبر                  | المعدل السنوي           |
| ---------------------------------------------- | ----------------------- | ----------------------- | ----------------------- | ----------------------- | ----------------------- | ----------------------- | ----------------------- | ----------------------- | ----------------------- | ----------------------- | ----------------------- | ----------------------- | ----------------------- |
| الدرجة القصوى °ف (°م)                          | 80 (27)                 | 84 (29)                 | 94 (34)                 | 95 (35)                 | 99 (37)                 | 104 (40)                | 105 (41)                | 105 (41)                | 104 (40)                | 98 (37)                 | 88 (31)                 | 81 (27)                 | 105 (41)                |
| متوسط درجة الحرارة الكبرى °ف (°م)              | 49.2 (9.6)              | 53.4 (11.9)             | 62.1 (16.7)             | 71.3 (21.8)             | 78.6 (25.9)             | 85.0 (29.4)             | 88.6 (31.4)             | 86.8 (30.4)             | 81.0 (27.2)             | 71.4 (21.9)             | 62.0 (16.7)             | 52.7 (11.5)             | 70.2 (21.2)             |
| متوسط درجة الحرارة الصغرى °ف (°م)              | 27.8 (−2.3)             | 29.5 (−1.4)             | 37.0 (2.8)              | 45.8 (7.7)              | 55.6 (13.1)             | 65.4 (18.6)             | 70.1 (21.2)             | 67.9 (19.9)             | 60.3 (15.7)             | 46.6 (8.1)              | 37.4 (3.0)              | 30.4 (−0.9)             | 47.8 (8.8)              |
| أدنى درجة حرارة °ف (°م)                        | −9 (−23)                | −2 (−19)                | 11 (−12)                | 23 (−5)                 | 29 (−2)                 | 38 (3)                  | 48 (9)                  | 46 (8)                  | 37 (3)                  | 19 (−7)                 | 11 (−12)                | 0 (−18)                 | −9 (−23)                |
| الهطول إنش (مم)                                | 4.44 (113)              | 3.70 (94)               | 4.68 (119)              | 3.41 (87)               | 4.59 (117)              | 4.01 (102)              | 3.95 (100)              | 4.38 (111)              | 4.36 (111)              | 3.71 (94)               | 3.38 (86)               | 3.43 (87)               | 48.04 (1٬220)           |
| متوسط تساقط الثلوج إنش (سم)                    | 1.8 (4.6)               | 2.6 (6.6)               | 1.7 (4.3)               | trace                   | 0 (0)                   | 0 (0)                   | 0 (0)                   | 0 (0)                   | 0 (0)                   | 0 (0)                   | .1 (0.25)               | .6 (1.5)                | 6.8 (17)                |
| متوسط أيام هطول الأمطار (≥ 0.01 in)            | 11.2                    | 9.6                     | 11.2                    | 8.9                     | 10.6                    | 8.9                     | 9.6                     | 9.1                     | 7.7                     | 6.9                     | 8.0                     | 10.0                    | 111.7                   |
| متوسط الأيام المثلجة                           | .7                      | .8                      | .5                      | 0                       | 0                       | 0                       | 0                       | 0                       | 0                       | 0                       | .1                      | .2                      | 2.3                     |
| المصدر #1: NOAA                                |                         |                         |                         |                         |                         |                         |                         |                         |                         |                         |                         |                         |                         |
| المصدر #2: The Weather Channel (extreme temps) |                         |                         |                         |                         |                         |                         |                         |                         |                         |                         |                         |                         |                         |

## توأمة
لدرم (كارولاينا الشمالية) اتفاقيات توأمة مع كل من:
- كوستروما
- أروشا
- توياما

## أعلام
- ويليام شتيرن
- تي جاي وارن
- غريدي تيت
- ماري وليامز
- فريتز لندن
- فريد بروكس
- بيتي ديفيس
- فيليكس كاندلا
- جيمس بوكانان ديوك
- وليام ماكدوغال